# Serrat de Sòbol
El Serrat de Sòbol (dit també Serra de Sòbol) és una serra a la Vall de Lord (Solsonès), a cavall entre dels municipis de Guixers i Navès. De direcció predominant NO-SE, és un contrafort meridional de la Serra de la Creu del Codó. La seva elevació màxima (1.378 m.) l'assoleix en el punt on s'inicia el contrafort, a la zona coneguda com a Part-lo-grau. A partir d'aquest punt, la carena avança a cavall entre el clot de Vilamala, a l'oest, i la vall de la rasa de Torroella a l'est tot anant perdent altitud de manera suau però constant. 1,3 km després, en entrar al municipi de Navès, la carena s'eixampla i forma un altiplà (el Pla de Sòbol). La serra es perllonga uns 300 m. més per l'extrem sud-oriental d'aquesta planella per, seguidament, acabar en un pronunciat pendent que arriba fins a l'antiga masia de Torroella